# Tentazione (film 1942)
Tentazione è un film del 1942, diretto da Aldo Frosi ed Hans Hinrich.

## Trama
Un giudice anziano, onesto e ligio al proprio lavoro, è incaricato di giudicare un caso di uxoricidio. Nonostante la sua rettitudine morale si invaghisce della giovane ballerina innamorata del presunto colpevole, un ingegnere. Quando la ragazza capisce il turbamento del giudice nei suoi confronti, cerca di corromperlo al fine di ottenere l’assoluzione dell’uomo. Nonostante l’attrazione che prova verso la ragazza, l’anziano giudice non cade nella trappola e sfugge alla tentazione di tradire la propria moglie.

## Produzione
Il film fu realizzato dalla Colosseum Film presso gli stabilimenti Fert di Torino con il titolo di lavorazione La follia del giudice Passmann.

## Distribuzione
Distribuito dalla Colosseum Film, il film uscì nelle sale cinematografiche italiane il 12 febbraio del 1942.